# ジャスティン・スモーク
ジャスティン・カイル・スモーク（Justin Kyle Smoak, 1986年12月5日 - ）は、アメリカ合衆国サウスカロライナ州グースクリーク出身のプロ野球選手（一塁手）。左投両打。愛称はモーキー（Moakey）、スモーキー（Smoakey）。

## 経歴

### プロ入り前
サウスカロライナ大学時代の2007年7月にはブラジルのリオデジャネイロで行われた第15回パンアメリカン競技大会における野球競技のアメリカ合衆国代表に選出され、銀メダルを獲得した。 大学時代から強打のスイッチヒッターと高い評価を受け、「マーク・テシェイラ二世」とも呼ばれていた。

### プロ入りとレンジャース時代
2008年6月5日、MLBドラフト1巡目（全体11位）でテキサス・レンジャーズから指名を受け、8月15日に契約金350万ドルで入団に合意。
2010年4月23日のデトロイト・タイガース戦でメジャーデビューを果たし、4打席2打数無安打2四球の成績だった。3日後の4月26日の同カードでジェレミー・ボンダーマンからメジャー初安打を記録。さらに3日後の4月29日には、シカゴ・ホワイトソックス戦でメジャー初本塁打を記録した。

### マリナーズ時代
2010年7月9日にクリフ・リーを含む4対2のトレードで、シアトル・マリナーズへ移籍した。このトレードの際にはヘスス・モンテロを含む交換要員を提示したニューヨーク・ヤンキースとの間で交渉がまとまりかけていたが、レンジャーズがギリギリのところでスモークを放出要員に追加したことが決め手となり、マリナーズとレンジャーズの間でトレードが成立した。
2012年には、7月23日の時点で打率.189と低迷し、一時的に3Aに降格となった。9月以降は打率.341と調子を上げ、最終的な打率は.217だった。
2013年は131試合に出場して打率.238、20本塁打、50打点を記録した。
2014年2月15日にマリナーズと263万ドルの1年契約（2015年・365万ドルのオプション付き）に合意した。

### ブルージェイズ時代
2014年10月28日にウェイバー公示を経てトロント・ブルージェイズへ移籍した。11月1日にブルージェイズが365万ドルの球団オプションを破棄した。12月2日にFAとなったが、翌3日に100万ドルの1年契約を結んだ。
2015年は一塁手のレギュラーで起用され、自己最多タイの132試合に出場した。打率.226、18本塁打、59打点だった。自身初となるポストシーズンに出場したが、ディビジョンシリーズとリーグチャンピオンシップシリーズの8試合で8打数無安打と結果を残せなかった。12月2日にブルージェイズと390万ドルの1年契約を結び、年俸調停を回避した。
2016年7月1日のクリーブランド・インディアンス戦でジョシュ・トムリンから通算100号本塁打を達成。7月16日には2年総額850万ドル（2019年・600万ドルの球団側選択オプション付き）で契約を延長した。この年も一塁手で起用されたが、主砲のエドウィン・エンカーナシオンと出場機会を分け合った。126試合の出場で打率.217、14本塁打、34打点を記録。
2017年は前半戦だけでキャリアハイの本塁打を放ち、一塁手部門のファン投票1位にてオールスターゲームに初選出された。6月30日にシーズン22号本塁打を記録したが、これは同年6月の通算1068本塁打目でMLB記録となった。自己最多の158試合に出場し、38本塁打（リーグ5位タイ）、打撃三部門、出塁率、長打率の全てでキャリアハイを記録した。
2018年は、打率.242、25本塁打（チーム1位）、77打点、出塁率.350を記録した。その一方でアメリカンリーグ第8位となる三振率26.3%を記録した。
2019年は、121試合の出場で打率.208、22本塁打、61打点を記録した。オフの10月31日にFAとなった。

### ブルワーズ時代
2019年12月20日にミルウォーキー・ブルワーズと1年契約を結んだ。
2020年は、ブルワーズでは33試合の出場で5本塁打を記録。8月13日のシカゴ・カブス戦で先発投手のダルビッシュ有から7回一死にソロ本塁打を放ち、ノーヒットノーランを防いだ。9月3日にDFAとなり、9月6日にFAになった。

### ジャイアンツ時代
2020年9月9日にサンフランシスコ・ジャイアンツとマイナー契約を結び、翌10日にメジャー契約を結んでアクティブ・ロースター入りした。3試合に出場して無安打と結果を残せず9月21日にDFAとなり、翌22日にFAになった。

### 巨人時代
2021年1月7日に読売ジャイアンツと契約したことが発表された。総額600万ドル（金額は推定）の2年契約で、背番号は10。
2021年はCOVID-19流行の影響による入国制限で来日が3月29日にずれ込んだ。隔離生活を経て4月中旬にチームに合流。4月27日に一軍へと昇格した。同日の東京ヤクルトスワローズ戦（明治神宮野球場）では「5番・一塁手」で先発出場し、NPB初出場を果たした。NPB初打席でNPB初安打を記録した。4月28日のヤクルト戦でNPB初本塁打を記録した。その後も、主に5番打者として34試合に出場し7本塁打を放っていたが、セ・パ交流戦明けの6月17日に、帰国・退団することが発表された。娘たちに異国の文化を学ばせることが来日の理由の一つであったが、COVID-19の影響で家族の来日の見通しが立たず、さらには緊急事態宣言が発令されていたため外出を自粛することになり、ストレスが溜まっていたという。このような状態でチームに混ざるのは申し訳ないとの理由から、退団を決断した。6月24日に自由契約公示された。

## プレースタイル
元々は左利きであったが、野球を始めた当初は右打ちであった。10 - 11歳の頃に父親の勧めで左打ちを練習するようになり、両打ちでプレーするようになった。メジャー時代（2010年 - 2020年）の196本塁打のうち、左打席で155本、右打席で41本を記録している。

## 人物
2010年10月に高校時代の恋人クリスティンと結婚し、二女をもうけた。2011年4月、肺がんによって父親キースを亡くした。

## 詳細情報

### 年度別打撃成績
| 年 度     | 球 団     | 試 合 | 打 席 | 打 数 | 得 点 | 安 打 | 二 塁 打 | 三 塁 打 | 本 塁 打 | 塁 打 | 打 点 | 盗 塁 | 盗 塁 死 | 犠 打 | 犠 飛 | 四 球 | 敬 遠 | 死 球 | 三 振 | 併 殺 打 | 打 率 | 出 塁 率 | 長 打 率 | O P S |
| --------- | --------- | ----- | ----- | ----- | ----- | ----- | -------- | -------- | -------- | ----- | ----- | ----- | -------- | ----- | ----- | ----- | ----- | ----- | ----- | -------- | ----- | -------- | -------- | ----- |
| 2010      | TEX       | 70    | 275   | 235   | 29    | 49    | 10       | 0        | 8        | 83    | 34    | 1     | 0        | 0     | 2     | 38    | 4     | 0     | 57    | 6        | .209  | .316     | .363     | .670  |
| 2010      | SEA       | 30    | 122   | 113   | 11    | 27    | 4        | 0        | 5        | 46    | 14    | 0     | 0        | 0     | 1     | 8     | 0     | 0     | 34    | 3        | .239  | .287     | .407     | .694  |
| '10計     | SEA       | 100   | 397   | 348   | 40    | 76    | 14       | 0        | 13       | 129   | 48    | 1     | 0        | 0     | 3     | 46    | 4     | 0     | 91    | 9        | .218  | .307     | .371     | .678  |
| 2011      | SEA       | 123   | 489   | 427   | 38    | 100   | 24       | 0        | 15       | 169   | 55    | 0     | 0        | 0     | 4     | 55    | 4     | 3     | 105   | 10       | .234  | .323     | .396     | .719  |
| 2012      | SEA       | 132   | 535   | 483   | 49    | 105   | 14       | 0        | 19       | 176   | 51    | 1     | 0        | 0     | 2     | 49    | 2     | 1     | 111   | 12       | .217  | .290     | .364     | .654  |
| 2013      | SEA       | 131   | 521   | 454   | 53    | 108   | 19       | 0        | 20       | 187   | 50    | 0     | 0        | 0     | 1     | 64    | 1     | 2     | 119   | 11       | .238  | .334     | .412     | .746  |
| 2014      | SEA       | 80    | 276   | 248   | 28    | 50    | 13       | 0        | 7        | 84    | 30    | 0     | 1        | 0     | 2     | 24    | 0     | 2     | 66    | 8        | .202  | .275     | .339     | .614  |
| 2015      | TOR       | 132   | 328   | 296   | 44    | 67    | 16       | 1        | 18       | 139   | 59    | 0     | 0        | 0     | 1     | 29    | 0     | 2     | 86    | 10       | .226  | .299     | .470     | .768  |
| 2016      | TOR       | 126   | 341   | 299   | 33    | 65    | 10       | 0        | 14       | 117   | 34    | 1     | 0        | 0     | 0     | 40    | 1     | 2     | 112   | 7        | .217  | .314     | .391     | .705  |
| 2017      | TOR       | 158   | 637   | 560   | 85    | 151   | 29       | 1        | 38       | 296   | 90    | 0     | 1        | 0     | 2     | 73    | 3     | 2     | 128   | 17       | .270  | .355     | .529     | .883  |
| 2018      | TOR       | 147   | 595   | 505   | 67    | 122   | 34       | 0        | 25       | 231   | 77    | 0     | 1        | 0     | 3     | 83    | 2     | 3     | 156   | 11       | .242  | .350     | .457     | .808  |
| 2019      | TOR       | 121   | 500   | 414   | 54    | 86    | 16       | 0        | 22       | 168   | 61    | 0     | 0        | 0     | 1     | 79    | 3     | 6     | 106   | 11       | .208  | .342     | .406     | .748  |
| 2020      | MIL       | 33    | 126   | 113   | 14    | 21    | 7        | 0        | 5        | 43    | 15    | 0     | 0        | 0     | 1     | 10    | 0     | 2     | 40    | 3        | .186  | .262     | .381     | .642  |
| 2020      | SF        | 3     | 6     | 6     | 0     | 0     | 0        | 0        | 0        | 0     | 0     | 0     | 0        | 0     | 0     | 0     | 0     | 0     | 2     | 1        | .000  | .000     | .000     | .000  |
| '20計     | SF        | 36    | 132   | 119   | 14    | 21    | 7        | 0        | 5        | 43    | 15    | 0     | 0        | 0     | 1     | 10    | 0     | 2     | 42    | 4        | .176  | .250     | .361     | .611  |
| 2021      | 巨人      | 34    | 125   | 114   | 11    | 31    | 3        | 0        | 7        | 55    | 14    | 0     | 0        | 0     | 0     | 10    | 0     | 1     | 37    | 2        | .272  | .336     | .482     | .818  |
| MLB：11年 | MLB：11年 | 1286  | 4750  | 4153  | 505   | 951   | 196      | 2        | 196      | 1739  | 570   | 3     | 3        | 0     | 20    | 552   | 20    | 25    | 1122  | 110      | .229  | .322     | .419     | .740  |
| NPB：1年  | NPB：1年  | 34    | 125   | 114   | 11    | 31    | 3        | 0        | 7        | 55    | 14    | 0     | 0        | 0     | 0     | 10    | 0     | 1     | 37    | 2        | .272  | .336     | .482     | .818  |

- 2021年度シーズン終了時

### 年度別守備成績
| 年 度 | 球 団 | 一塁（1B） | 一塁（1B） | 一塁（1B） | 一塁（1B） | 一塁（1B） | 一塁（1B） |
| 年 度 | 球 団 | 試 合      | 刺 殺      | 補 殺      | 失 策      | 併 殺      | 守 備 率   |
| ----- | ----- | ---------- | ---------- | ---------- | ---------- | ---------- | ---------- |
| 2010  | TEX   | 69         | 545        | 35         | 4          | 53         | .993       |
| 2010  | SEA   | 25         | 233        | 15         | 1          | 18         | .996       |
| '10計 | SEA   | 94         | 778        | 50         | 5          | 71         | .994       |
| 2011  | SEA   | 108        | 884        | 59         | 7          | 87         | .993       |
| 2012  | SEA   | 131        | 1094       | 70         | 4          | 119        | .997       |
| 2013  | SEA   | 125        | 1035       | 60         | 5          | 101        | .995       |
| 2014  | SEA   | 79         | 588        | 31         | 2          | 60         | .997       |
| 2015  | TOR   | 110        | 666        | 44         | 4          | 74         | .994       |
| 2016  | TOR   | 111        | 753        | 38         | 3          | 69         | .996       |
| 2017  | TOR   | 151        | 1244       | 66         | 2          | 127        | .998       |
| 2018  | TOR   | 134        | 1036       | 39         | 1          | 98         | .999       |
| 2019  | TOR   | 89         | 686        | 42         | 2          | 64         | .995       |
| 2020  | MIL   | 31         | 208        | 11         | 2          | 26         | .991       |
| 2020  | SF    | 0          | 0          | 0          | 0          | 0          | .---       |
| '20計 | SF    | 31         | 208        | 11         | 2          | 26         | .991       |
| 2021  | 巨人  | 25         | 180        | 8          | 4          | 14         | .979       |
| MLB   | MLB   | 1163       | 8972       | 510        | 39         | 896        | .996       |
| NPB   | NPB   | 25         | 180        | 8          | 4          | 14         | .979       |

- 2021年度シーズン終了時
- 各年度の太字はリーグ最高

### 表彰
- プレイヤー・オブ・ザ・ウィーク：1回（2012年5月28日 - 6月3日）

### 記録

#### MLB
- MLBオールスターゲーム選出：1回（2017年）

#### NPB
初記録
- 初出場・初先発出場：2021年4月27日、対東京ヤクルトスワローズ4回戦（明治神宮野球場）、「5番・一塁手」で先発出場
- 初打席・初安打：同上、1回表に田口麗斗から右前安打
- 初本塁打・初打点：2021年4月28日、対東京ヤクルトスワローズ5回戦（明治神宮野球場）、3回表にアルバート・スアレスから右越ソロ

### 背番号
- 12（2010年 - 同年途中、2020年 - 同年途中）
- 17（2010年途中 - 2014年）
- 14（2015年 - 同年途中、2016年 - 2019年）
- 13（2015年途中 - 同年終了）
- 46（2020年途中 - 同年終了）
- 10（2021年 - 同年6月23日）

### 代表歴
- 2007年パンアメリカン競技大会野球アメリカ合衆国代表

### 登場曲
- 「スモーク・オン・ザ・ウォーター」ディープ・パープル（2021年）[34]